# خطیب‌کوی، قسطمونی
خطیب‌کوی (به ترکی استانبولی: Hatipköy) یک منطقهٔ مسکونی در ترکیه است که در قسطمونی واقع شده‌است.